# 비욘드 더 프레스트
비욘드 더 프레스트(Beyond The Forest)는 미국에서 제작된 킹 비더 감독의 1949년 영화이다. 베티 데이비스 등이 주연으로 출연하였고 헨리 블렁크 등이 제작에 참여하였다.

## 출연

### 주연
- 베티 데이비스
- 조셉 거튼

### 조연
- 데이빗 브라이언
- 루스 로먼
- 마이너 왓슨
- 도나 드레이크
- 레지스 투미
- 사라 셀비

## 제작진
- 미술: 로버트 M. 하스
- 의상: 에디스 헤드